# Marienthal (Haguenau)

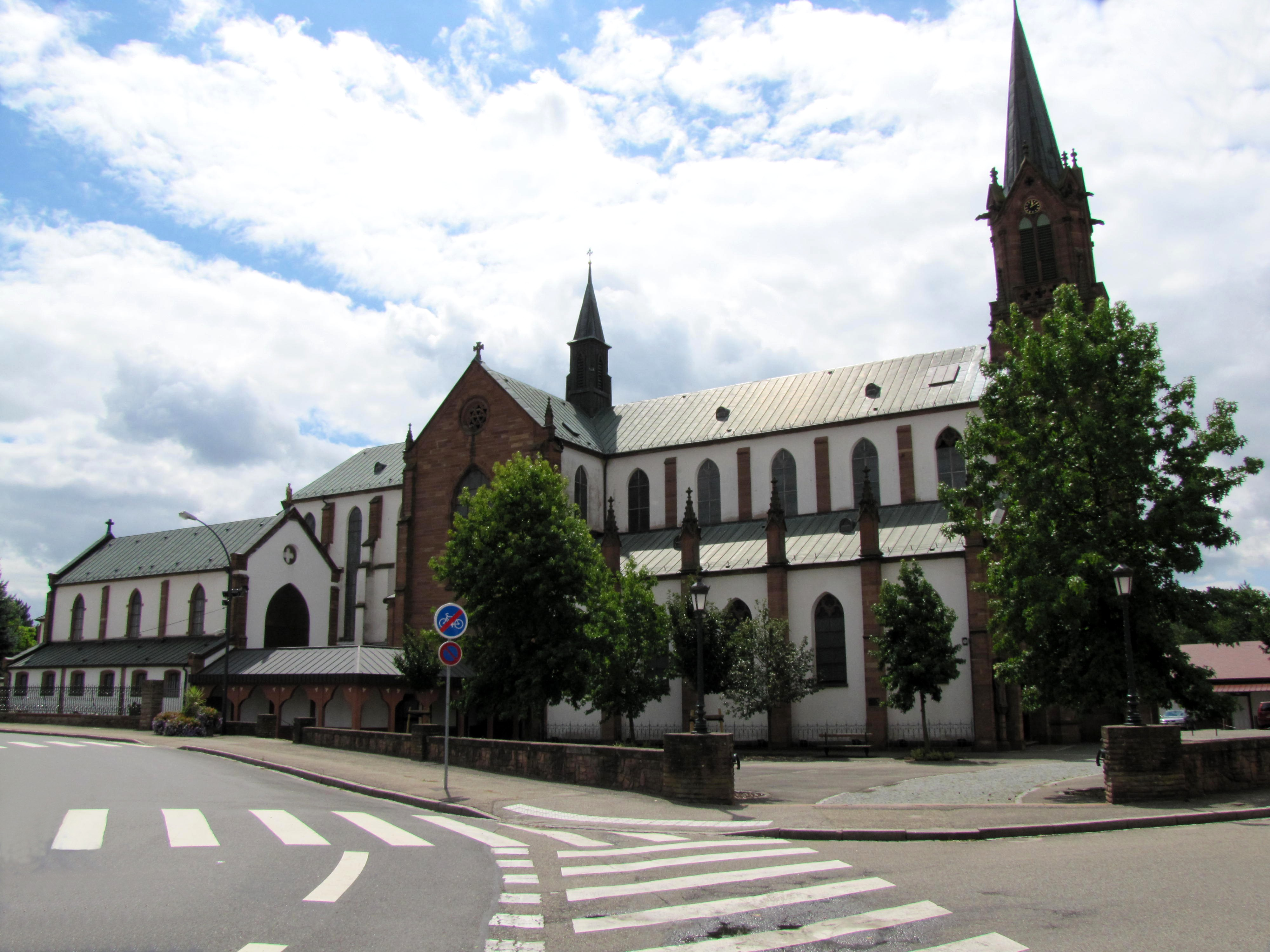
Ortsmitte mit der Kirche des Klosters

Marienthal ist ein Ort im Département Bas-Rhin in der Region Grand Est (bis 2015 Elsass). Der größte Teil gehört zur Stadt Haguenau, hier liegen auch der historische Ortskern, geprägt durch das als Wallfahrtskirche dienende Kloster Marienthal, sowie der an der Bahnstrecke Vendenheim–Wissembourg gelegene Bahnhof Marienthal. Kleinere Teile gehören administrativ zu den Gemeinden Gries im Süden sowie Kaltenhouse im Nordosten.